# Turi (roślina)

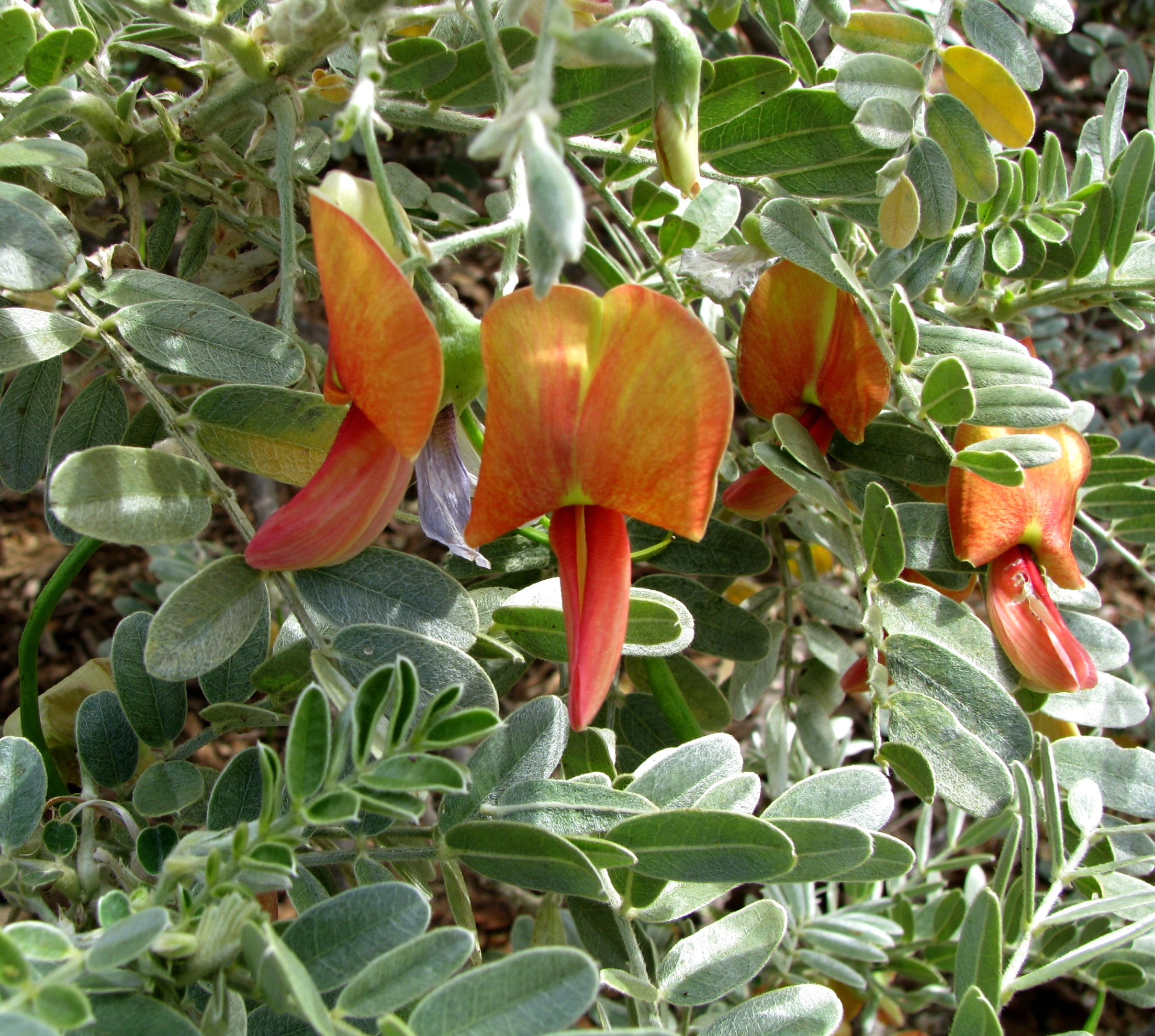
Sesbania tomentosa

Turi (Sesbania) – rodzaj roślin z rodziny bobowatych. Obejmuje 55 gatunków występujących w strefie międzyzwrotnikowej Afryki, Ameryki, Azji i Australii.

## Morfologia
Rośliny zielne, krzewy i rzadko drzewa. Liście pierzasto złożone z licznymi, całobrzegimi listkami na krótkich szypułkach. Kwiaty zebrane w gronach. Kielich szerokodzwonkowaty, z 5 nierównymi ząbkami, czasem dwuwargowy. Korona kwiatu żółta, rzadko biała lub czerwona. Owocem jest zwykle długi i równowąski strąk.

## Systematyka
Pozycja według APweb (2001...) – aktualizowany system APG II
Jeden z rodzajów podrodziny bobowatych właściwych Faboideae w rzędzie bobowatych Fabaceae s.l.. W obrębie podrodziny należy do monotypowego plemienia Sesbanieae.
Wykaz gatunków:
- Sesbania benthamiana Domin
- Sesbania bispinosa (Jacq.) W.Wight
- Sesbania brachycarpa F.Muell.
- Sesbania brevipedunculata J.B.Gillett
- Sesbania campylocarpa (Domin) N.T.Burb.
- Sesbania cannabina (Retz.) Pers.
- Sesbania chippendalei N.T.Burb.
- Sesbania cinerascens Baker
- Sesbania coerulescens Harms
- Sesbania concolor J.B.Gillett
- Sesbania dalzielii E.Phillips & Hutch.
- Sesbania drummondii (Rydb.) Cory
- Sesbania dummeri E.Phillips & Hutch.
- Sesbania emerus (Aubl.) Urb.
- Sesbania erubescens (Benth.) N.T.Burb.
- Sesbania exasperata Kunth
- Sesbania formosa (F.Muell.) N.T.Burb.
- Sesbania goetzei Harms
- Sesbania grandiflora (L.) Pers. – turi wielkokwiatowe
- Sesbania greenwayi J.B.Gillett
- Sesbania hepperi J.B.Gillett
- Sesbania herbacea (Mill.) McVaugh
- Sesbania hirtistyla J.B.Gillett
- Sesbania hobdyi Degener & Degener
- Sesbania javanica Miq.
- Sesbania keniensis J.B.Gillett
- Sesbania leptocarpa DC.
- Sesbania longifolia DC.
- Sesbania macowaniana Schinz
- Sesbania macrantha E.Phillips & Hutch.
- Sesbania macroptera Micheli
- Sesbania madagascariensis Du Puy & Labat
- Sesbania microphylla E.Phillips & Hutch.
- Sesbania notialis J.B.Gillett
- Sesbania oligosperma Taub.
- Sesbania pachycarpa DC.
- Sesbania paucisemina J.B.Gillett
- Sesbania procumbens (Roxb.) Wight & Arn.
- Sesbania punicea (Cav.) Benth.
- Sesbania quadrata J.B.Gillett
- Sesbania rostrata Bremek. & Oberm.
- Sesbania sericea (Willd.) Link
- Sesbania sesban (L.) Merr.
- Sesbania simpliciuscula Benth.
- Sesbania somaliensis J.B.Gillett
- Sesbania speciosa Taub.
- Sesbania sphaerosperma Welw.
- Sesbania subalata J.B.Gillett
- Sesbania sudanica J.B.Gillett
- Sesbania tetraptera Baker
- Sesbania tomentosa Hook. & Arn.
- Sesbania transvaalensis J.B.Gillett
- Sesbania uliginosa Sweet
- Sesbania virgata (Cav.) Pers.
- Sesbania wildemanii E.Phillips & Hutch.